# Frinton-on-Sea
Frinton-on-Sea – miasto portowe w Wielkiej Brytanii, w Anglii, w hrabstwie Essex, w dystrykcie Tendring, w civil parish Frinton and Walton. W 1931 roku civil parish liczyła 2196 mieszkańców. Frinton jest wspomniana w Domesday Book (1086) jako Frie(n)tuna.